# Дело Лхумбэ
«Дело Лхумбэ» (монг. Лхүмбийн хэрэг) — кампания политических репрессий в Монголии в 1933—1934 годах, затронувших в основном бурятское население северных аймаков — Дорнодского, Хэнтэйского — и Улан-Батора. Названа по имени одной из главных целей и жертв репрессий — Жамбына Лхумбэ, видного партийно-государственного деятеля МНР, обвинённого в создании контрреволюционной прояпонской нелегальной организации с целью осуществления военного переворота и свержения коммунистического режима.

## Предшествующие события
После того, как Монголия стала независимым государством в 1921 году, во внутренние дела страны, включая её политику, стала вмешиваться Советская Россия. К началу 1930-х годов Монгольская Народная Республика начала становиться сателлитом Советского Союза, в стране началась активная деятельность советских органов внутренних дел, в том числе была организована кампания «борьбы с контрреволюцией», включавшую в себя всю оппозицию действовавшей в Монголии власти. В качестве «контрреволюционеров» и «неблагонадёжных элементов» советскими и монгольскими властями рассматривались буряты, проживавшие в Монголии: представители НКВД СССР в Монголии подробно изучали списки бурят, переселившихся в Монголию после Российской революции 1917 года (сталинским режимом переселенцы рассматривались как «враги» и «белые»), а власть МНР была обеспокоена политико-общественной активностью монгольских бурят, их связями с бурятами России и Китая и самоорганизацией бурятского общества.
В июне 1929 года начались первые репрессии против бурят, проживающих в МНР: 15800 бурят, поселившихся на берегах рек Ерее-Гола, Керулена, Онона, Улдзы и Халхин-Гола, были объявлены «контрреволюционерами», а в мае 1930 года было подписано соглашение о необходимости депортаций бурят-эмигрантов из Монголии в СССР. В январе 1933 года на совещании представителей аймачных органов власти было принято постановление о репрессиях бурят в связи с их «шпионажем на Японию» и «желанием организовать восстание»: согласно постановлению, бурятских лам, «богачей» и «контрреволюционеров» было необходимо заключать в тюрьму и отслеживать их связи «с китайскими, российскими контрреволюционерами».

## Письмо Домдина Шодоева
Я самолично покинул Красную армию и бежал в Хулунбуир. Жил около года на озере Далай, прошлым летом переехал в Хайлар. Недавно друг Цэвээн был здесь по государственным делам, много  полезных вещей мне рассказал. Я был рад слышать от него вести с родины. Прошлой осенью Япония и Китай нарушили мирные отношения, и теперь японские солдаты захватили большую часть Маньчжурии, Внутреннюю Монголию и установили автономный режим. Всем народам, проживающим на этих территориях, приходится трудно, но за меня вы не переживайте.
Я не смог вместе с другом Цэвээном Мархайном вернуться домой. Весной я добровольно присягнул Китайскому государству и решил стать как все. Я теперь вижу, как такие же, как я, люди ошибаются, подвергаются влиянию всяких слухов.
За эти два года я испытал многие лишения. В этом государстве революция сделала из людей рабов, это я испытал на себе.
Цэвээн Мархайн был здесь по делам разведки, он собирал сведения о бурятах, и я ему посоветовал срочно вернуться в Монголию. Здесь проживают в основном хоринские буряты: около 20 семей, и это в основном агинские буряты.
В ноябре 1931 года по поручению третьего отдела Министерства обороны Монголии для выполнения специального задания в Китай был направлен работник ревсомольского комитета Улан-Батора Мархайн Цэвээн, однако в Китае его разоблачили и собирались арестовать. В Манчжурии в то время проживал Домдин Шодоев, который предупредил Цэвээна об аресте, и последний успел вернуться в Монголию. Через Цэвээна Домдин передал письмо своей матери, написанное 13 января 1933 года. В письме Домдин признавал, что совершил ошибку, бежав из Красной армии в Манчжурию, и упоминал Цэвээна, который, согласно письму, собирал сведения о бурятах.
Письмо, предназначавшееся матери Дамдина Шодоева, было перехвачено уполномоченным МВД по Восточному аймаку Д. Данзаном, который подделал письмо с целью обвинения монгольского партийного служащего Р. Цэвэгжава, которого считал личным врагом. Данзанд указал адресатом Цэвэгжава и вписал имена Бадама, Галсандамбе, Норовцэрена, Рэнцэнняма (Ц. П. Ванчикова и О. С. Ринчинова в статье «„Дело Лхумбэ“: репрессии против бурят в Монголии» перечисляют указанные имена без пояснений, кем были эти люди) и Р. Цэвэгжава. Домдин Шодоев якобы обращался к указанным лицам с просьбой о сборе информации для японской разведки: «Япония собирается захватить Монголию, для этого необходимо собрать сведения о численности армии, технике и оружии». Данзан также написал пометку на полях письма от имени Цэвэгжава, который якобы прочёл письмо, посчитал его «очень важным и секретным делом» и потребовал его уничтожения после прочтения. Также Цэвэгжав якобы указал, что с документом ознакомлены Рэнцэнням и некто Дашдорж. Данзан передал подделку своему начальству, приложив записку о том, что Дамдин Шодоев и некто Намжил проживали в Маньчжурии и якобы работали на японца Танаку, причём, согласно записке, Дамдин якобы приезжал в Монголию в 1932 году, пробыв в стране 15―16 дней, имея при себе 50-зарядное оружие и одевшись в жёлтую японскую форму. Кроме того, Данзан указал, что якобы лишь Цэвэгжав знал о визите Дамдина в Монголию.
Данзан ложно обвинил Цэвэгжава в причастности к шпионажу на Японию из-за личной неприязни: вмешательство Данзана помешало женитьбе Цэвэгжава на своей землячке Сэрэмжид (Ц. П. Ванчикова и О. С. Ринчинова в статье «„Дело Лхумбэ“: репрессии против бурят в Монголии» не упоминают, что конкретно сделал Данзан). До обвинений в шпионаже Данзан также обвинял Цэвэгжава в утере последним общественного скота, за что Цэвэгжава исключили из партии и уволили с места работы.

## Аресты
Аресты начались 31 мая 1933 года в Хэнтэйском аймаке, всего было арестовано 174 человека («хэнтэйская группа»). Под пытками арестованные дали показания, что лидером контрреволюционной организации является Ж. Лхумбэ, занимавший должности секретаря ЦК МНРП и председателя Центрального совета профсоюзов МНР. Лхумбэ был арестован 19 июля 1933 года с санкции секретаря ЦК МНРП Б. Элдэв-Очира и главы правительства П. Гэндэна.
Всего по «делу Лхумбэ» подверглись репрессиям 317 человек: «хэнтэйская группа» — 174 человека (30 приговорены к смертной казни); «дорнодская группа» — 110 человек (18 казнены); «улан-баторская группа» — 33 человека (казнены 5 человек). Большинство пострадавших были бурятами. Помимо тюремных сроков от 5 до 10 лет, применялся и такой вид наказания, как высылка в СССР с последующим 5-летним заключением в лагерях без права возвращения в Монголию. Всего по делу Лхумбэ было осуждено 317 человек, из них 53 человека приговорены к смертной казни через расстрел, 136 — к лишению свободы от 3 до 10 лет, 126 — к высылке в Советский Союз, большинство из них — буряты. Всего по этому делу было репрессировано 1278 человек.
Это дело было только началом и прелюдией к Большому террору в Монголии.